# Ragnar Nurkse
Ragnar Nurkse (Käru, 5 octobre 1907 - 6 mai 1959) est un économiste américain d'origine estonienne et considéré comme l'un des pionniers de l'économie du développement. Il fut économiste au sein de la Société des Nations de 1934 à 1945.

## Théorie des cercles vicieux
Il est le promoteur de l'analyse en termes de cercles vicieux de la pauvreté (Ragnar 1953). La pauvreté se traduit par un faible revenu, ce qui ne permet pas d'épargner ou d'épargner peu. L'accumulation du capital qui en résulte est donc faible, ce qui ne permet pas d'accroître la productivité et donc les revenus. Nurkse préconise pour rompre le cercle vicieux un apport de capitaux étrangers. Le caractère tautologique de la théorie des cercles vicieux va être critiqué[réf. nécessaire]. En effet, cette théorie revient à affirmer que les pays sont pauvres parce qu'ils sont pauvres. De plus, la faible épargne dans les pays pauvres n'est pas observée dans la réalité. Enfin, cette théorie ne permet pas d'expliquer pourquoi les pays industrialisés ont pu rompre le cercle du sous-développement.

## Théorie de la croissance équilibrée
Il est aussi l'un des partisans avec Rosenstein-Rodan de la Théorie de la croissance équilibrée comme politique de développement pour sortir les pays en développement du sous-développement. Pour eux, l'existence d'interdépendances entre secteurs et entre l'offre et la demande nécessite un développement homogène de chaque secteur. Il s'oppose sur ce thème à Albert O. Hirschman qui est partisan d'une croissance déséquilibrée.

### Nurkse
- The Schematic Representation of the Structure of Production, 1934, Review of Economic Studies
- Conditions of International Monetary Equilibrium, 1945
- Problems of Capital-Formation in Underdeveloped Countries, 1953, Oxford university press
- Patterns of Trade and Development, 1959
- Equilibrium and Growth in the World Economy, 1961
- Trade and Development. Rainer Kattel, Jan A. Kregel and Erik S. Reinert, eds. London – New York: Anthem, 2009.  (ISBN 1843317877) Collection de toutes les œuvres significatives.

### sur Nurkse
- Hans-Heinrich Bass: Ragnar Nurkse's Development Theory: Influences and Perceptions. In: R. Kattel, J. A. Kregel, E. S. Reinert (Hrsg.): Ragnar Nurkse (1907–2007). Classical Development Economics and its Relevance for Today. London: Anthem Press, S. 183–202.  (PDF; 94 kB)
- Kattel, Rainer, Jan A. Kregel and Erik S. Reinert, eds. Ragnar Nurkse (1907-2007): Classical Development Economics and its Relevance for Today. London – New York: Anthem, 2009.  (ISBN 1843317869)
- Kukk, Kalev (2004). « (Re)discovering Ragnar Nurkse »(Archive.org • Wikiwix • Archive.is • Google • Que faire ?). Kroon & Economy No. 1, 2004.